# Kjell Johansson (bordtennisspelare)
Kjell Johansson, Hammaren, född den 5 oktober 1946 i Eskilstuna, död den 24 oktober 2011 i Eksjö, var en svensk bordtennisspelare. Han var en av Sveriges genom tiderna mest framgångsrika bordtennisspelare. Han blev trefaldig världsmästare i dubbel och vann även lag-VM. Johansson tog sammanlagt 29 medaljer i EM och VM. 1973 var han några bollar från att även erövra VM-guld i singel, men han fick en kantboll mot sig, och trots att han slängde sig i hela sin längd kunde han inte rädda den.

## Karriär

### Bakgrund
Kjell Johansson började träna i Eskilstunaklubben GoIF Linden tillsammans med sin äldre bror, Christer Johansson. Under karriären spelade Kjell Johansson för klubbarna IF Verdandi, Sölvesborgs BTK och Mölndals BTK (den senare åtminstone från 1969). 1965 tilldelades han Svenska Dagbladets guldmedalj.

### Storhetstid
Johansson rankades som världens bäste bordtennisspelare 1972 och 1973. Han nådde finalen i singel 1973 då mästerskapet spelades i Sarajevo. Johansson förlorade finalmatchen mot Xi En-ting efter underläge 15-19 i avgörande set. Johansson kämpade sig tillbaka till 18-19, men förlorade på två kantbollar. En timme senare vann han dubbelfinalen. Det året deltog både Johansson och Bengtsson i det svenska lag som för första gången erövrade VM-guld i lag.

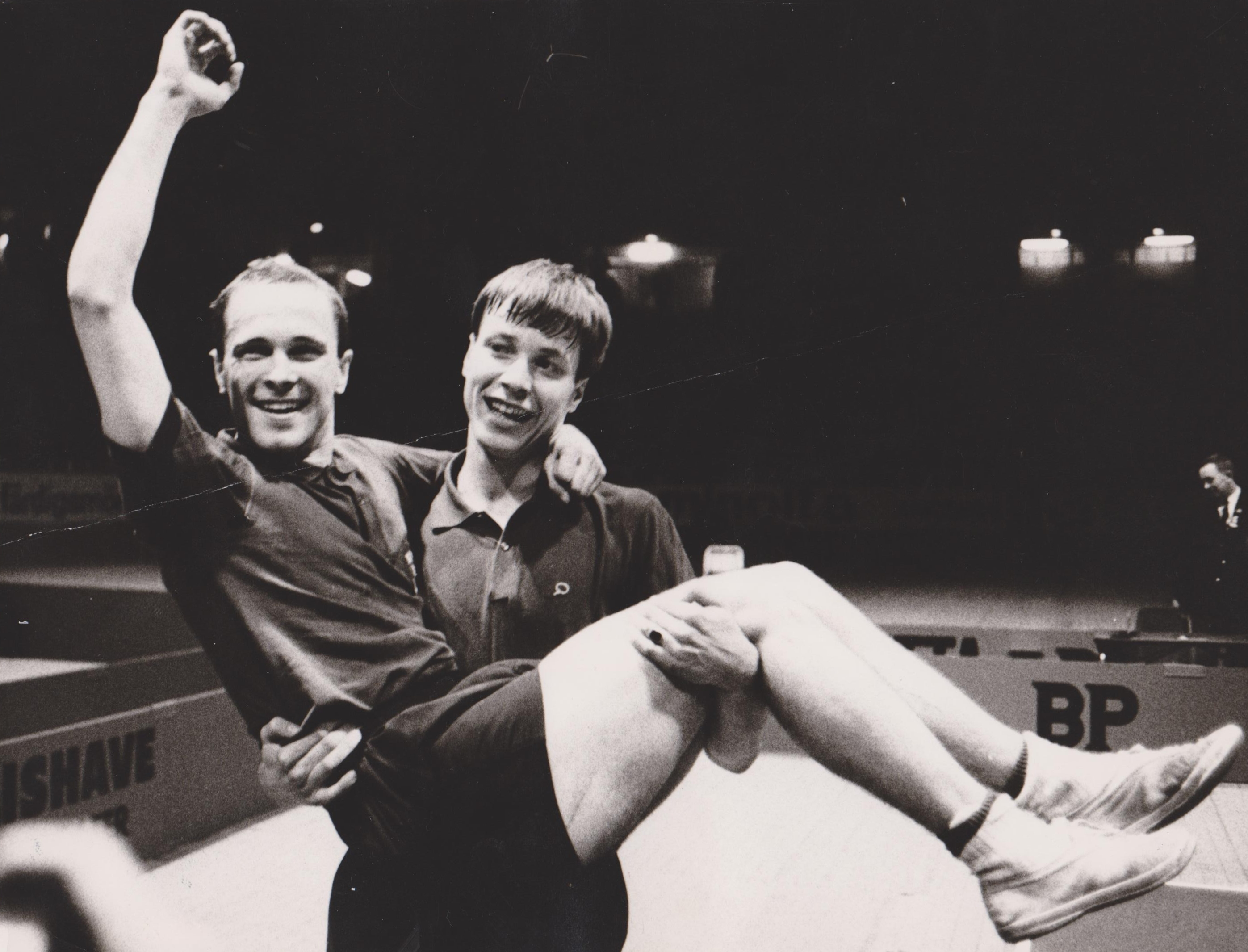
Hans Alsér och Kjell Johansson efter en av deras många dubbelsegrar.

Sammanlagt tog Kjell Johansson tre VM-guld i dubbel. 1967 och 1969 togs gulden ihop med den tidiga parhästen Hans Alsér, medan finalsegern 1973 erövrades ihop med Stellan Bengtsson. Dubbelguldet den 21 april 1967 i Stockholm erövrades med siffrorna 10–15, 15–15, 16–19, 20–19, 22–20 över Sovjetunionens Anatolij Amelin och Stanislav Gomozkov, en VM-titel som försvarades 27 april 1969 i München efter 21–19, 17–21, 21–8, 21–12 mot japanerna Nobuhiko Hasegawa/Tokio Tasaka.
Kjell Johansson blev även Europamästare i singel (1964 och 1966), dubbel (1966 och 1976) och lag (1964–74 = sex gånger). De sex raka lag-EM-gulden för Sverige sammanföll med en period då de svenska herrsingelturneringarna i SM dominerades av Kjell Johansson, Hans Alsér och Stellan Bengtsson (alla SM-guld och SM-silver 1964–76). Svensk singelmästare blev han sex gånger, svensk dubbelmästare vid nio tillfällen (alla utom en tillsammans med Hans Alsér). Två gånger erövrade han också SM-guld i mixed-dubbel. Dessutom vann Kjell Johansson Europa-Top12 1975.
Åren 1961–77 deltog Kjell Johansson i 240 landskamper med det svenska landslaget. 180 av landskamperna slutade med svensk vinst.

### Tränare och senare år
Johansson var det svenska bordtennislandslagets förbundskapten under två år i början av 1980-talet då Sverige vann EM-guld i lag 1980, Bern som tränare med bordtennisspelarna Mikael Appelgren, Ulf Carlsson, Stellan Bengtsson, Ulf Thorsell och Erik Lindh.  Under de åren tävlade han då och då i oldboysturneringar. 1983 vann han, tillsammans med Lars-Sverre Andersson, SM-dubbel i klassen "Yngre oldboys" (för 35 år fyllda). Året efter vann Johansson SM-singeln i samma åldersklass.
Kjell Johansson var på senare år bosatt i Tranås. Han avled den 24 oktober 2011 på Höglandssjukhuset i Eksjö efter att ha drabbats av blodcancerformen myelom.

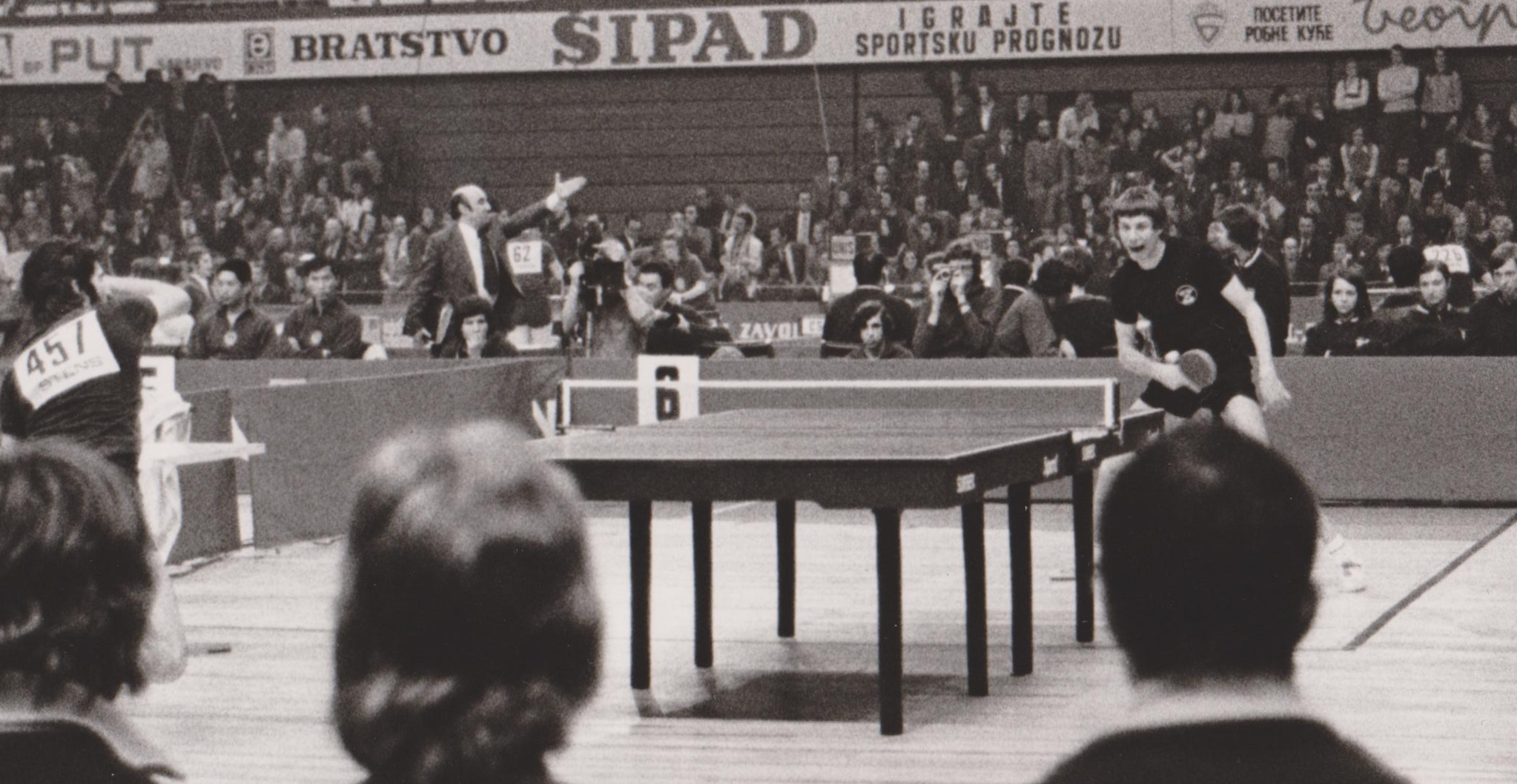
Kjell Johansson vid pingisbordet, möjligen under VM 1973 i Sarajevo.

## Stil
Kjell Johansson fick sitt smeknamn "Hammaren" för sina hårda forehandsslag. Det var i det ungerska mästerskapet 1963, där han mötte den tyske defensivspelaren Eberhard Schöler. Kjell Johansson var då 17 år, ansågs chanslös men vann en utklassningsseger. Efter matchen lär Schöler ha sagt till Hans Alsér: ”Vad är det där för kille? Han har ju en forehand som Tors hammare.” Kjell Johansson vann turneringen efter vinst mot Hans Alsér i finalen. Segern innebar Johanssons internationella genombrott.
Året efter vann Kjell Johansson sitt första av två EM-guld i singel.
Radiokommentatorn Uno Hedin ansåg att "Kjell är den kanske störste fighter vi haft. Han spelade okomplicerat och stenhårt."

## Meriter (urval)
- 29 VM- och EM-medaljer åren 1963–1977[15]
- Svenska Dagbladets guldmedalj 1965[15]

## Källhänvisningar
1. ↑  ”Kjell Johansson död”. Aftonbladet. 24 oktober 2011. Arkiverad från originalet den 3 april 2016. https://web.archive.org/web/20160403011807/http://www.aftonbladet.se/sportbladet/article13828722.ab. Läst 24 oktober 2011.
2. ↑  ”Gärdner, Gert-Owe. Hammaren var en av de bästa. Svenska Dagbladet 24 oktober 2011. Läst 29 oktober 2011”. Arkiverad från originalet den 26 oktober 2011. https://web.archive.org/web/20111026200132/http://www.svd.se/sport/hammaren-en-gentleman-vid-bordet_6577743.svd. Läst 29 oktober 2011.
3. 1 2 3 4 5 6  Westberg, Örjan (2011-10-24): "En av de största har gått bort". Arkiverad 4 mars 2016 hämtat från the Wayback Machine. Idrottonline.se. Läst 22 oktober 2014.
4. ↑  Sandln, Lasse (25 oktober 2011). ”Sandlin: Sportens store gentleman”. Aftonbladet. Arkiverad från originalet den 4 september 2019. https://web.archive.org/web/20190904221332/https://www.aftonbladet.se/a/vm3veB. Läst 4 september 2019.
5. ↑  ”Alla finaler 1926-2019”. Svenska Bordtennisförbundet. Arkiverad från originalet den 3 september 2019. https://web.archive.org/web/20190903031112/http://www.svenskbordtennis.com/resultatstatistik/Internationellt/VM/Allafinaler1926-2019/. Läst 4 september 2019.
6. ↑  "Tävlingar EM 1964 Herrsingel" Arkiverad 2 oktober 2016 hämtat från the Wayback Machine.. ttstat.se. Läst 28 september 2016.
7. ↑  "Tävlingar EM 1966 Herrsingel" Arkiverad 2 oktober 2016 hämtat från the Wayback Machine.. ttstat.se. Läst 28 september 2016.
8. ↑  "Tävlingar EM 1966 Herrdubbel" Arkiverad 2 oktober 2016 hämtat från the Wayback Machine.. ttstat.se. Läst 28 september 2016.
9. ↑  "Tävlingar EM 1976 Herrdubbel" Arkiverad 2 oktober 2016 hämtat från the Wayback Machine.. ttstat.se. Läst 28 september 2016.
10. 1 2  "Kjell Johansson". Arkiverad 16 oktober 2012 hämtat från the Wayback Machine. Ittf.com. Läst 22 oktober 2014. (engelska)
11. ↑  "Alla segrare 1925-2013" (SM). Arkiverad 14 oktober 2013 hämtat från the Wayback Machine. Idrottonline.se. Läst 22 oktober 2014.
12. ↑  HD, Pingisen gav och tog för Kjell Johansson Arkiverad 26 december 2010 hämtat från the Wayback Machine.
13. ↑  "Veterans-SM –  Alla segrarna 1968-2014". Idrottonline.se. Läst 22 oktober 2014.
14. ↑  "Här är ditt arkiv – Kjell Johansson". Arkiverad 26 oktober 2011 hämtat från the Wayback Machine. Aftonbladet.se
15. 1 2  ”Kjell Johansson”. www.ne.se. Arkiverad från originalet den 15 september 2019. https://web.archive.org/web/20190915222029/https://www.ne.se/uppslagsverk/encyklopedi/l%C3%A5ng/kjell-johansson. Läst 4 september 2019.